# Guy Brasfield Park

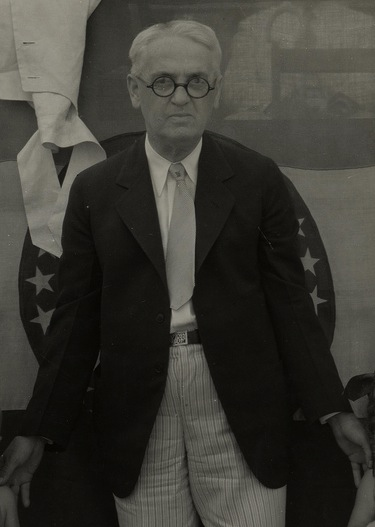
Guy Brasfield Park (1933)

Guy Brasfield Park (* 10. Juni 1872 in Platte City, Platte County, Missouri; † 1. Oktober 1946 ebenda) war ein US-amerikanischer Politiker (Demokratische Partei) und von 1933 bis 1937 der 38. Gouverneur von Missouri.

## Frühe Jahre und politischer Aufstieg
Guy Park besuchte die Gaylord Academy und die University of Missouri, an der er 1896 sein juristisches Examen ablegte. Danach arbeitete er in Denver als Rechtsanwalt. Nach seiner Rückkehr nach Missouri war er im Jahr 1900 Anwalt der Stadt Platte City. Zwischen 1906 und 1910 war er Bezirksstaatsanwalt im Platte County.
Im Jahr 1922 war Park Delegierter auf einer Konferenz zur Überarbeitung der Landesverfassung von Missouri. Zwischen 1923 und 1932 gehörte er dem Gericht des fünften Gerichtsbezirks seines Staates an. Am 8. November 1932 wurde er im Sog des nationalen Trends zu Gunsten der Demokraten, der gleichzeitig Franklin D. Roosevelt die Präsidentschaft einbrachte, zum neuen Gouverneur gewählt.

## Gouverneur von Missouri
Parks trat sein neues Amt am 9. Januar 1933 an. Zu diesem Zeitpunkt hatte die Weltwirtschaftskrise ihren Höhepunkt erreicht. In den folgenden Jahren gelang es auch in Missouri mit Hilfe der New-Deal-Politik der Bundesregierung, die Krise unter Kontrolle zu bekommen. Damals wurde auch die University of Kansas City gegründet und eine Umweltschutzkommission ins Leben gerufen. Nach der Aufhebung der Prohibitionsgesetze auf Bundesebene wurden auf Landesebene in Missouri neue entsprechende Gesetze verabschiedet. Außerdem musste sich die Regierung des Gouverneurs mit einem Streik der Bergleute auseinandersetzen.

## Weiterer Lebenslauf
Nach dem Ende seiner Amtszeit blieb er politisch aktiv. Im Jahr 1943 war er nochmals Delegierter auf einem Verfassungskonvent. Guy Parks starb am 1. Oktober 1946 und wurde in Platte City beigesetzt. Mit seiner Frau Eleanora Gabbert hatte er ein gemeinsames Kind.